# Theophil Forchhammer
Theophil Forchhammer (* 29. Juli 1847 in Schiers/Graubünden; † 1. August 1923 in Magdeburg) war ein Schweizer Kirchenmusiker, Organist und Komponist.

## Leben und Wirken
Theophil Forchhammer  war ein Sohn des aus Kiel stammenden Theologen Christian Gottlieb (1814–1859) und der aus Grabs stammenden Elisabeth, geborene Schlegel (1824–1891). Seine Schwester war Emilie Forchhammer. Ein Bruder war der Arzt und Sanskritforscher Emmanuel Forchhammer (1851–1890).
Forchhammer erhielt seinen ersten Klavierunterricht von seinem Vater und vom Dirigenten Heinrich Szadrowsky. Ab 1866 studierte er am Stuttgarter Konservatorium Orgel, Klavier und Tonsatz bei Immanuel Faißt, Sigmund Lebert und Wilhelm Speidel. Auf Empfehlung Faißts wurde er 1867 Organist in Thalwil bei Zürich. 1869 wurde er Organist in Olten, 1871 an St. Marien in Wismar. Daneben studierte er Kontrapunkt bei Friedrich Kiel in Berlin.
1878 kam Forchhammer nach Quedlinburg. Hier wurde er Organist in St. Benedikt und 1879 Musiklehrer an der Töchterschule; zudem betätigte er sich als Dirigent mehrerer Konzertvereine und Chöre. Während der 18. Tonkünstlerversammlung des Allgemeinen Deutschen Musikvereins konzertierte er 1881 an der Schnitgerorgel der Johanniskirche in Magdeburg. 1886 wurde er Nachfolger von August Gottfried Ritter als Organist am Magdeburger Dom. Dort veranlasste er den Bau einer neuen Domorgel durch Ernst Röver, die 1906 eingeweiht wurde, und war dort bis zur Pensionierung 1918 tätig.
Ab 1887 unterrichtete er Musik am Pädagogium des Klosters Unser Lieben Frauen Magdeburg. 1888 wurde er Königlicher Musikdirektor, und 1905 erhielt er den Titel eines Professors. Er unterrichtete an Max Sannemanns Konservatorium und gab ab 1901 Orgelkurse mit Rudolph Palme. Nach der Pensionierung lebte er meist in Elgersdorf (Thüringen).
Forchhammer galt als bedeutender Konzertorganist und Orgelimprovisator. Er komponierte etwa 1800 Choralvorspiele, die nur zum Teil veröffentlicht sind, ausserdem Choralbearbeitungen, Phantasien und Sonaten für Orgel, Klavierwerke, ein Klaviertrio, das Oratorium „Königin Luise“ und die Vertonung des 130. Psalms für Soli, Chor und Orchester sowie Klavierbearbeitungen der Sinfonischen Dichtungen von Franz Liszt. Mit Bernhard Kothe (1821–1897) veröffentlichte er 1890 einen Führer durch die Orgelliteratur.

## Kompositionen (Auswahl)
- opus 08: Sonate Nr. 1 für Orgel
- opus 10: Zwölf Choral-Vorspiele für Orgel zum kirchlichen Gebrauch
- opus 12: Fantasie und Choral: Aus tiefer Noth schrei' ich zu dir für Orgel mit Männerchor ad libitum
- opus 15: Zur Todtenfeier – Zweite Sonate für Orgel
- opus 18: 100 leichte und kurze Vorspiele zu 50 Chorälen für Orgel (1890, Magdeburg, bei Albert Rathke), gewidmet Gustav Flügel
- opus 30: Zehn Nachspiele über Choralmotive für Orgel